# Новое Поселение

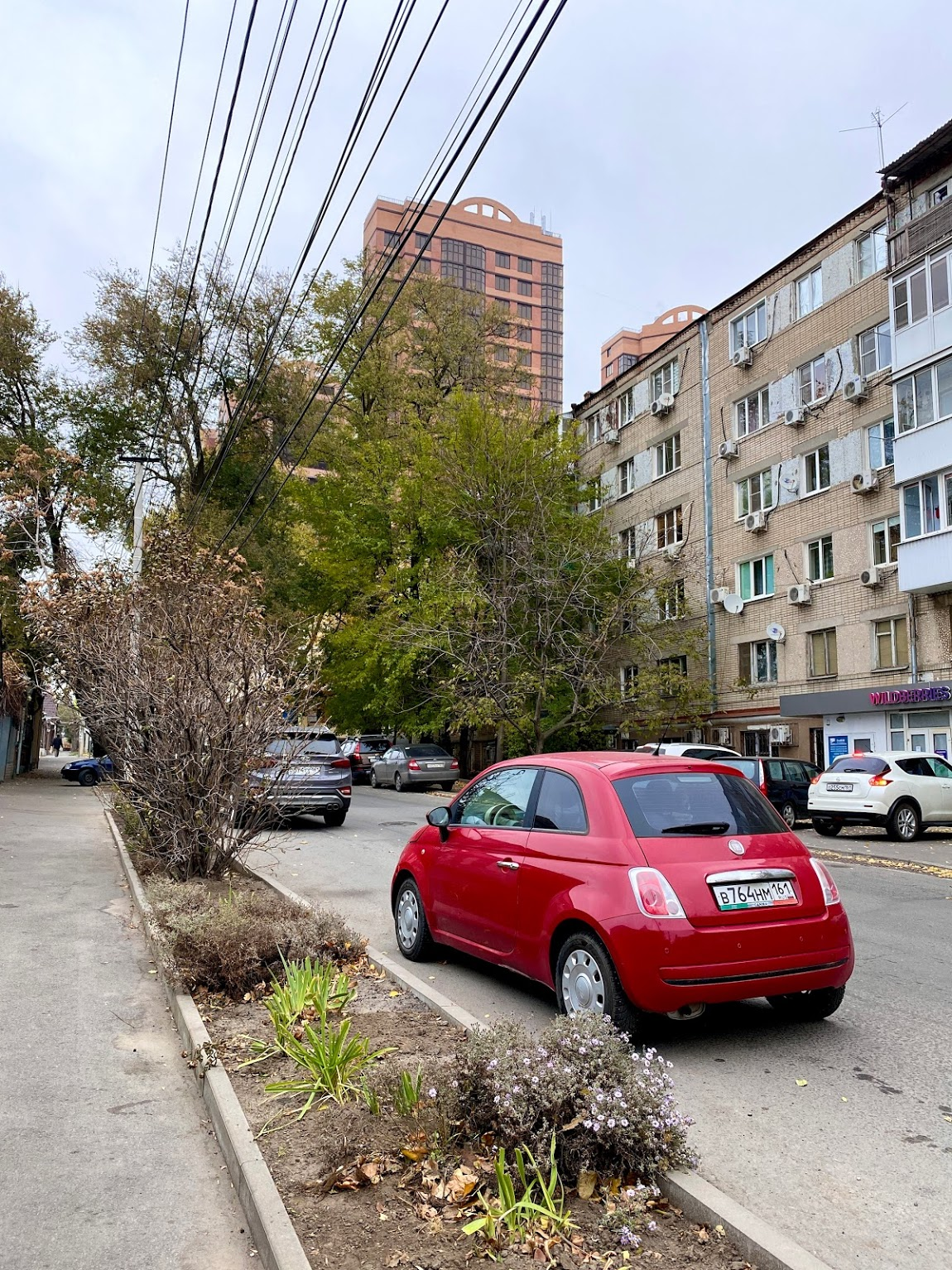
Вид на ЖК Мега и окружающее благоустройство со стороны Доломановского переулка

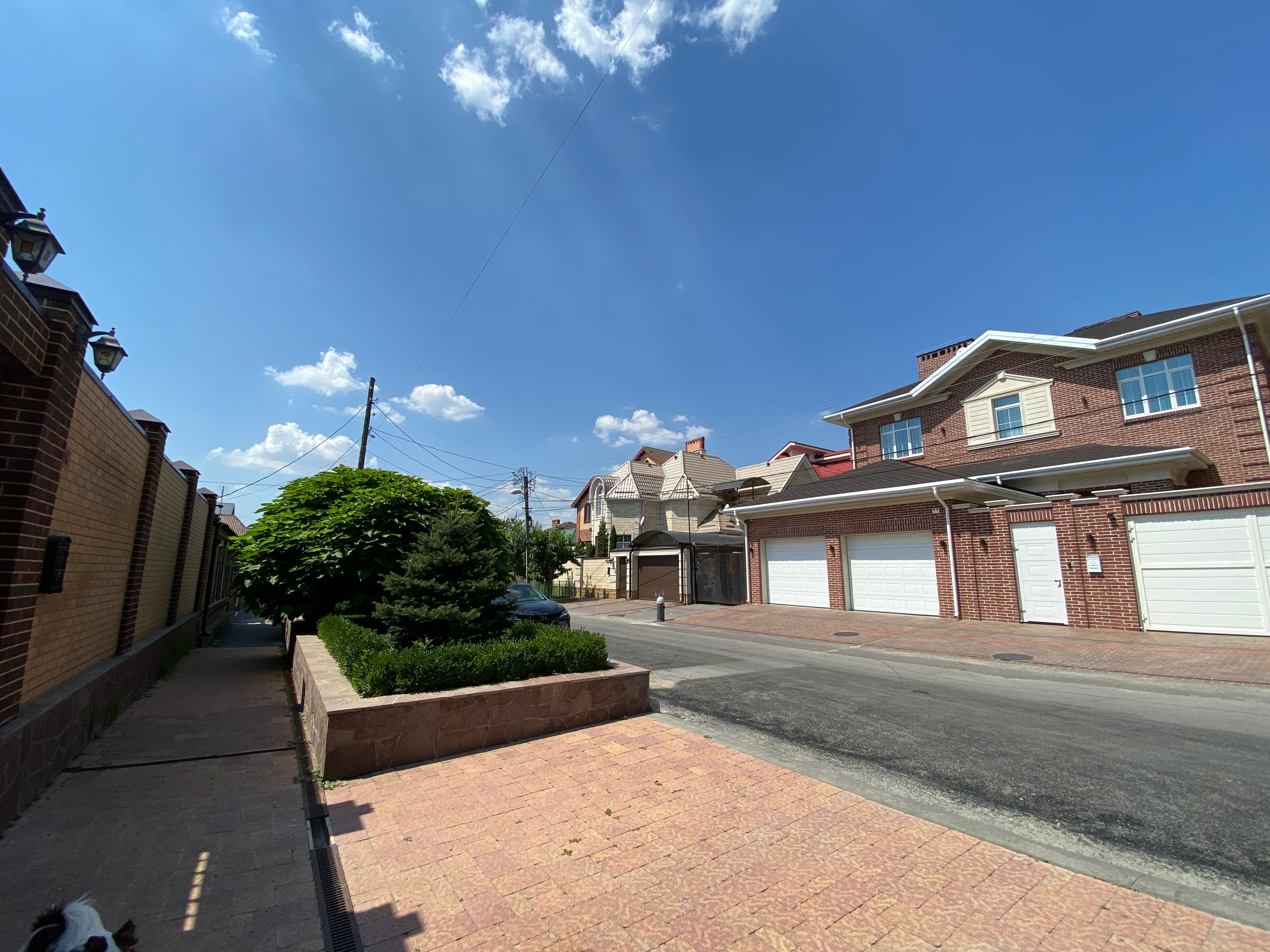
Дома по ул. Зенитчиков в районе Новое Поселение

Новое Поселение — микрорайон исторического центра Ростова-на-Дону. Территория района в наше время не имеет официального статуса, однако имела его в конце 19 века. По другому район иногда называют «Новопоселенским» или «Нахаловкой».

## История
Разрастание Ростова-на-Дону в 19 веке привело к нехватке площадей, отведенных под жилую застройку. Городской план развития территории поначалу не предусматривал образование района к северу от современной ул. Текучева. Однако, на территории будущего Новопоселенского района начали селиться люди и застраивать его домами без ограничений. Эта территория стала называться Нахаловкой (от словосочетания «нахальная застройка»).

К середине 19 века этот район сильно разросся и власти города ввели указы, ограничивающие его самовольную застройку. Тех людей, которые уже построили жилье на этой территории, заставили уплатить штраф. Проект развития территории на северо-западе Ростова-на-Дону (в тех границах) был представлен городским головой А. М. Байковым в 1884 году. В соответствии с планом часть земель Степной улицы (ныне — Красноармейская) к северу от балки и от Таганрогской улицы к западу до заводов на Темернике, разбивалась на правильные кварталы шириною от 150 до 200 кв. саженей. Каждый застройщик получал один участок.

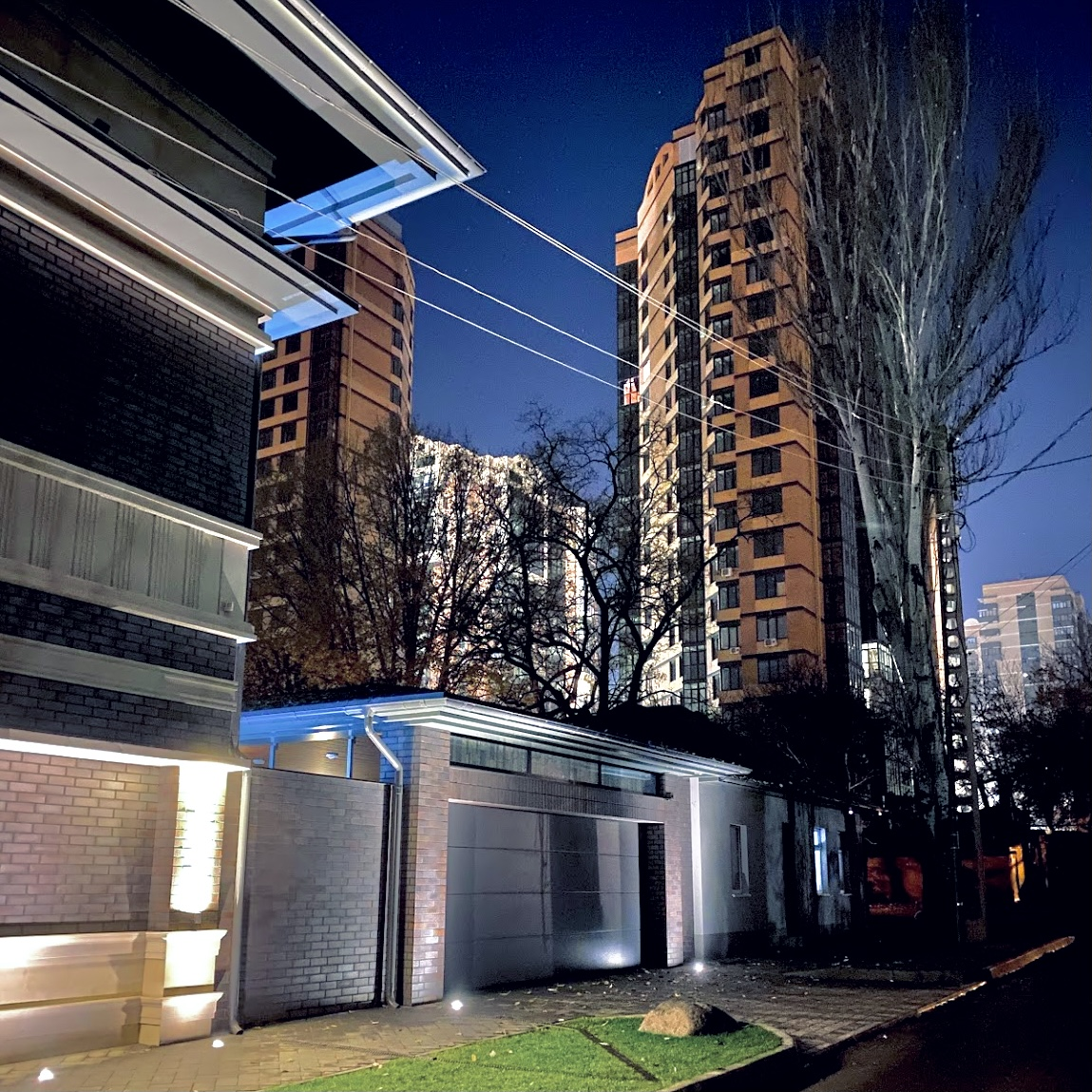
Дома по Братскому переулку

Все поселившиеся самовольно должны были заплатить в годовом размере по количеству земли, которая была ими занята. Сбор составлял от 15 коп. до 1 рубля с квадратной сажени по удобству расположения участка. Застройщик не должен был иметь в городе другой недвижимости и мог приобретать только один участок. Участок должен был застраиваться по утвержденному городской управой плану. Так был образован район Новое Поселение.

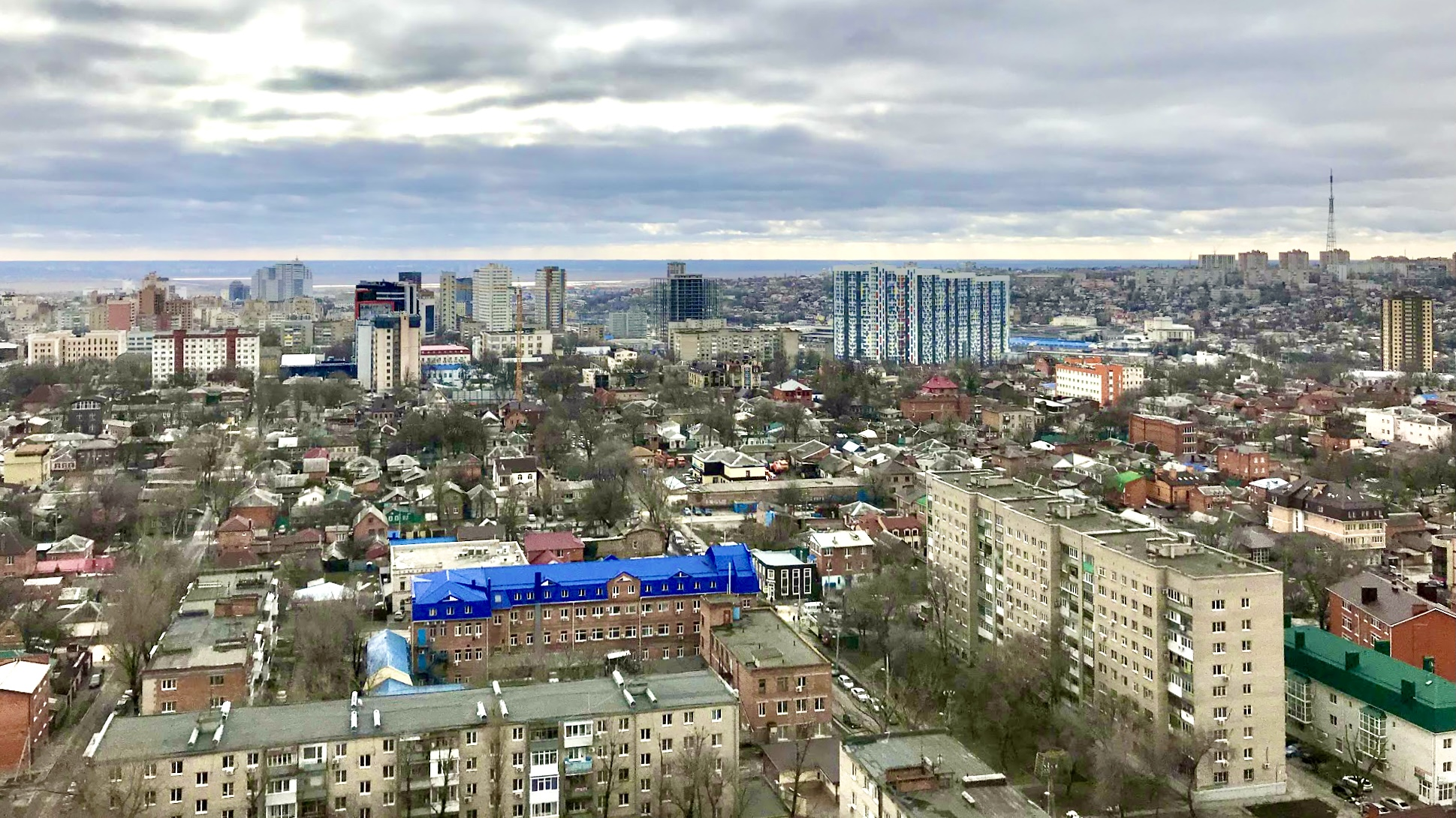
Панорама южной части Нового Поселения с крыши ЖК Мега

С 1 мая 1884 года название «Нахаловка» заменялось на новое. Близлежащие территории застраивались по плану, а территория Нахаловки вошла в состав района Новопоселенского района.
В 1887 году в Ростове было открыто четыре линии конной железной дороги, одна из которых начиналась в Новом Поселении и шла до Богатяновского спуска (ныне Кировский проспект). В 1902 году ростовский трамвай электрифицировали и проложили новые пути, в том числе и в новопоселенском районе — по ул. Варфоломеева, Гвардейскому переулку, Таганрогскому проспекту (ныне Буденновский) и др.
Во время революции 1905 года в Новом Поселении базировались отряды дружинников, которые нередко вступали в бои с правительственными войсками. Об этом свидетельствует И. Д. Ченцов в своем рассказе о рабочей боевой дружине — «Десяток».
В начале XX века новопоселенский район быстро застраивался 1-2 этажными частными и многоквартирными домами, так как в центре Ростова недвижимость сильно выросла в цене. Однако многие жители района жаловались на отсутствие коммуникаций — благоустройства, воды, уличного освещения, вывоза мусора. Решением проблем Нового Поселения власти занимались, но работы велись медленно и в недостаточном объеме.
На планах Ростова-на-Дону после 1924 года район Новое Поселение уже не отображается, хотя его части все еще отсылают к старому территориальному делению — например, в Ленинском районе города по плану 1924 года на карте есть Новопоселенский базар и одноименное кладбище. Ориентировочно, в это время район Новое Поселение вошел в состав новообразованного Ленинского района Ростова-на-Дону.

## Парки и скверы
- Сквер им. 1-го Пионерского слёта
- Парк им. 8 Марта
- Доломановский сквер
- Георгиевский сквер
- Парк строителей